# Mănăstirea Căldărușani
Mănăstirea Căldărușani este o mănăstire ortodoxă din România situată în comuna Gruiu, județul Ilfov, pe malul lacului Căldărușani. Ansamblul de monumente istorice, cod LMI IF-II-a-A-15293, este format din următoarele monumente:
- Biserica "Sf. Dimitrie" (cod LMI IF-II-m-A-15293.01)
- Biserica "Sf. Ioan Evanghelistul", în cimitir (cod LMI IF-II-m-A-15293.02)
- Pinacotecă (cod LMI IF-II-m-A-15293.03)
- Biserica "Sf. Varvara" și "Duminica Tuturor Sființilor"-Cocioc (cod LMI IF-II-m-A-15293.04)

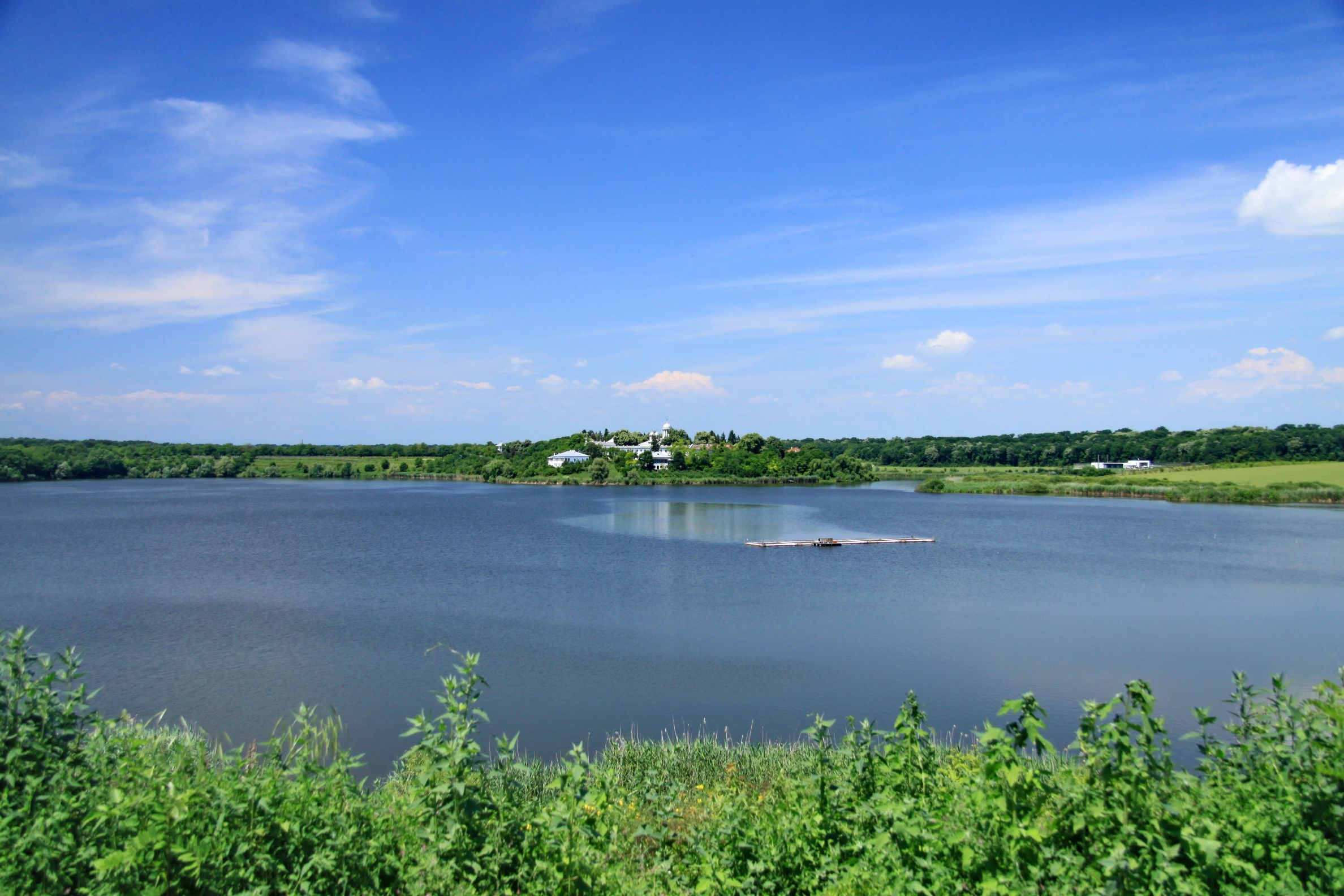
Mănăstirea Căldărușani văzută vara, din SE, de peste lac.

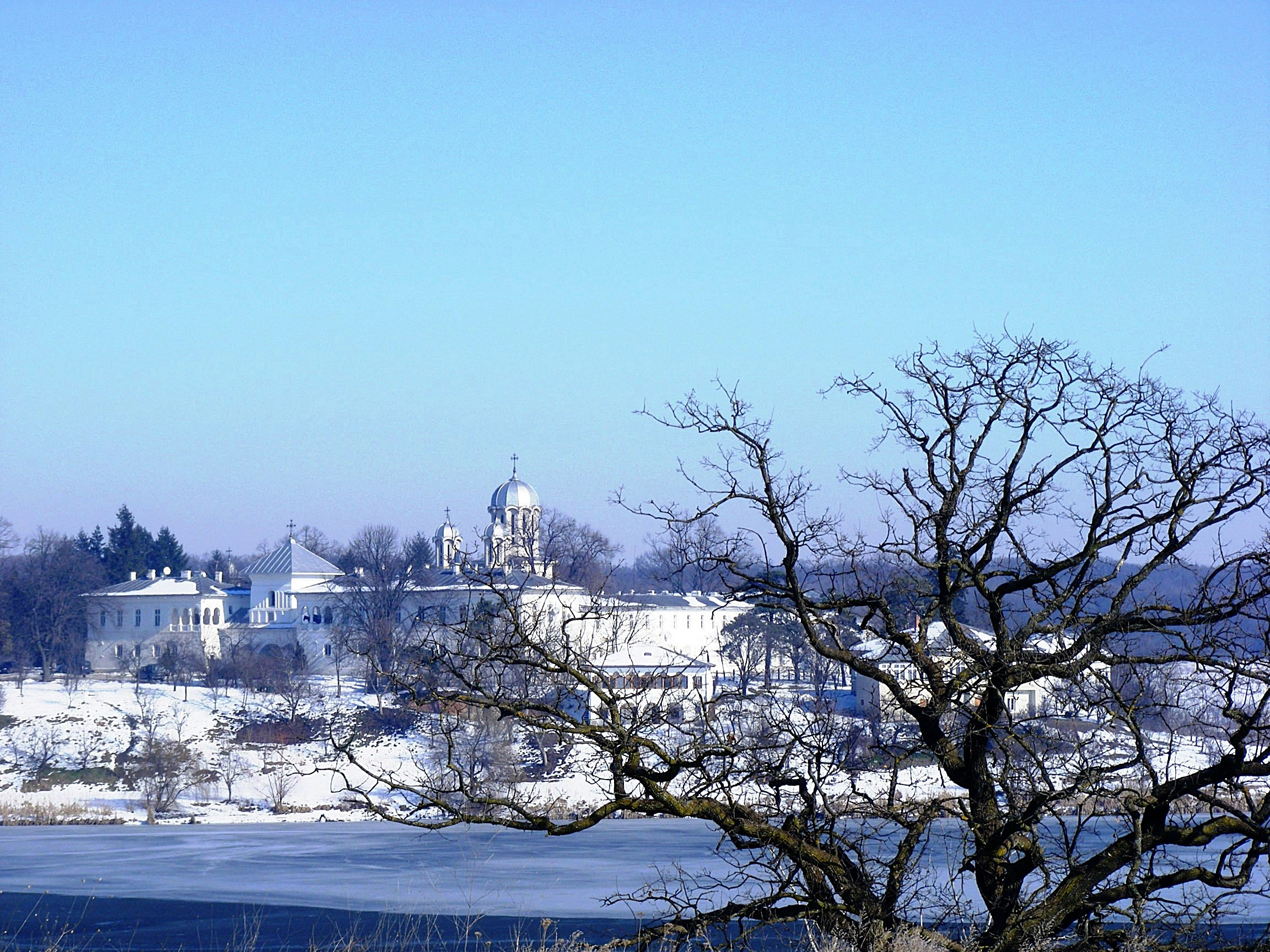
Mănăstirea Căldărușani în iarna 2011.

## Istoric
Mănăstirea Căldărușani este unul din cele mai importante monumente de arhitectură bisericească din Țara Românească. Conform  cu prima sa istoriografie (1870), scrisă de Casian Monahul, mănăstirea a fost ctitorită în 1638 de Matei Basarab (1632-1654). Domnitorul muntean, aflat în conflict cu Vasile Lupu al Moldovei, trecând prin aceste părți, hotărăște să zidească pe locul unui vechi schit de lemn o mănăstire din piatră. Despre existența unei sihăstrii la Căldărușani înainte de 1637 mărturisește și un hrisov din 1615, emis în cancelaria voievodului Radu Mihnea (1611-1616). Matei Basarab va ridica în mijlocul Codrilor Vlăsiei o adevărată cetate, înconjurată pe trei laturi de un lac. Biserica mare a mănăstirii, în plan treflat, cu trei turle, cu hramul Sf. Dimitrie Izvorâtorul de Mir, poartă aceeași amprentă arhitecturală ca și biserica Mănăstirii Dealu și cea a Mănăstirii domnești de la Curtea de Argeș. Paul de Alep, însoțitorul patriarhului Macarie al Antiohiei în Țările Române, face, în 1653, următoarea descriere a mănăstirii: „Este înconjurată de o apă fără sfârșit și fără fund, are hramul Sf. Dumitru și se numește Căldărușani...” Numele mănăstirii provine de la configurația locului, care are aspectul unei căldări. Prin vestita sa școală de copiști, Căldărușaniul a contribuit la crearea limbii române literare. Cea mai fecundă perioadă din istoria mănăstirii a fost sfârșitul secolului al XVIII-lea, când, sub păstorirea starețului Gheorghe de la Cernica (canonizat în 2005), aceasta devine unul din principalele focare de duhovnicie și cultură ale arealului românesc. În 1834 tipografia Mitropoliei Ungrovlahiei a fost mutată de la București la metocul Cocioc al Mănăstirii Căldărușani, împlinindu-se astfel dorința mitropolitului Grigore Dascălul, nevoitor un timp în această mănăstire. În 1778 a fost înființată o școală de pictură frecventată și de Nicolae Grigorescu în anii 1854-1855. Mănăstirea deține o bogată pinacotecă, care are la bază colecția de artă a Mitropolitului Ghenadie Petrescu.
Vechea sală a tronului domnitorului Matei Basarab, din Mănăstirea Căldărușani, adăpostește acum Sala Tezaurului. Pictura bisericii mari este restaurată de Dimitrie Belizarie în 1911. Între 1950 și 1958 biserica mănăstirii a fost restaurată de patriarhul Justinian Marina. 
Episcopul greco-catolic Iuliu Hossu a locuit cu domiciliu obligatoriu din 1956 până la moartea sa în 1970 la Mănăstirea Căldărușani. Iuliu Hossu a fost vizitat la Căldărușani în mod periodic de ierarhi ortodocși, între care Justinian Marina, Teoctist Arăpașu și Gherasim Cristea. Conform memoriilor preotului greco-catolic Ioan Mitrofan, între cei care l-au vizitat pe cardinalul Iuliu Hossu la Căldărușani s-a numărat și Andrei Andreicuț.
Începând cu 1992, sub stăreția arhim. Lavrentie Gâță, se ridică o nouă stăreție. În anii 2010 au avut loc ample lucrări de restaurare la clădirile aflate în afara cetății. Biserica din cimitir, cu hramul Sf. Ioan Evanghelistul, datează din 1804, fiind ctitorită de frații Toma și Constantin Crețulescu.

## Pisania bisericii de la Căldărușani
„...Drept  aceea  și  eu  întru  Hristos  Domnul  bun  creștin  singur  țiitor  a  toată  Țara Românească și de cea parte de munte și altele domnind, auzind acestea, repezitu-m-am cu pohta și cu gândul cel dumnezeiesc care este către sfintele biserici a le zidi și a le urzi și a le înfrumuseța cu cheltuiala din avuția ce s-au dat nouă de la Dumnezeu; întocmind aceastea, vrut-am și aici în locul  acesta  care se chiamă Căldărușani a zidi casă Domnului, care loc singur  domnia  mea  cu  gândul l-am  găsit  întru  mărirea  și  întru  lauda  Sfântului  Marelui Mucenic Dimitrie celuia ce-i cură mir, ca să ne fie domniei mele și părinților mei întru veci pomenire, iar Împăratului celui de vecie, celui neputred, celui înțelept, celui nevăzut, unul Dumnezeu, aceluia să fie cinstea și măria întru vecia de veac. Amin.
 Și s-au început a se zidi din luna lui iulie 10 și s-au săvârșit în luna lui octombrie 20, iar din zidirea lumei leat 7147, iar de la Hristos 1638.”—Matei Basarab - Transcriere din Fișa monumentului, din arhiva  INMI,  copiată  de  Radu  Crețeanu  după  Damian  Stănoiu, Mănăstirea  Căldărușani, București, 1924, p. 20-21.

Icoanele pictate de Nicolae Grigorescu la Mănăstirea Căldărușani
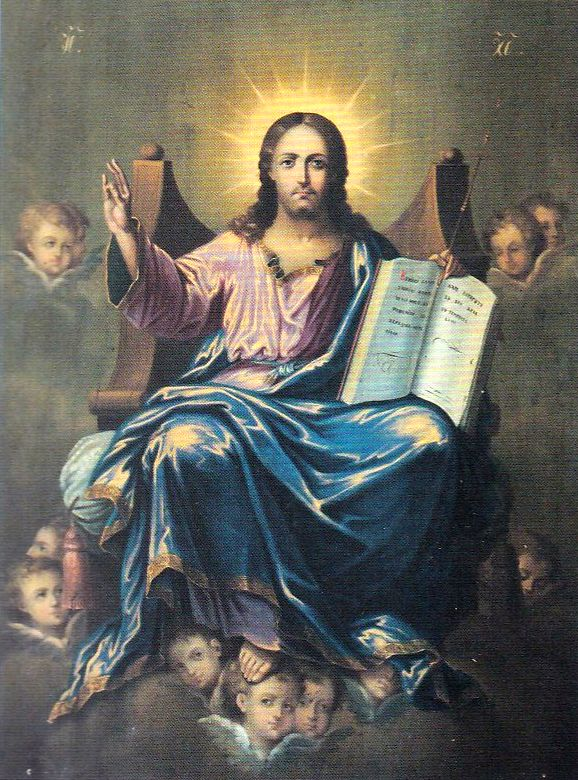
Isus învățător
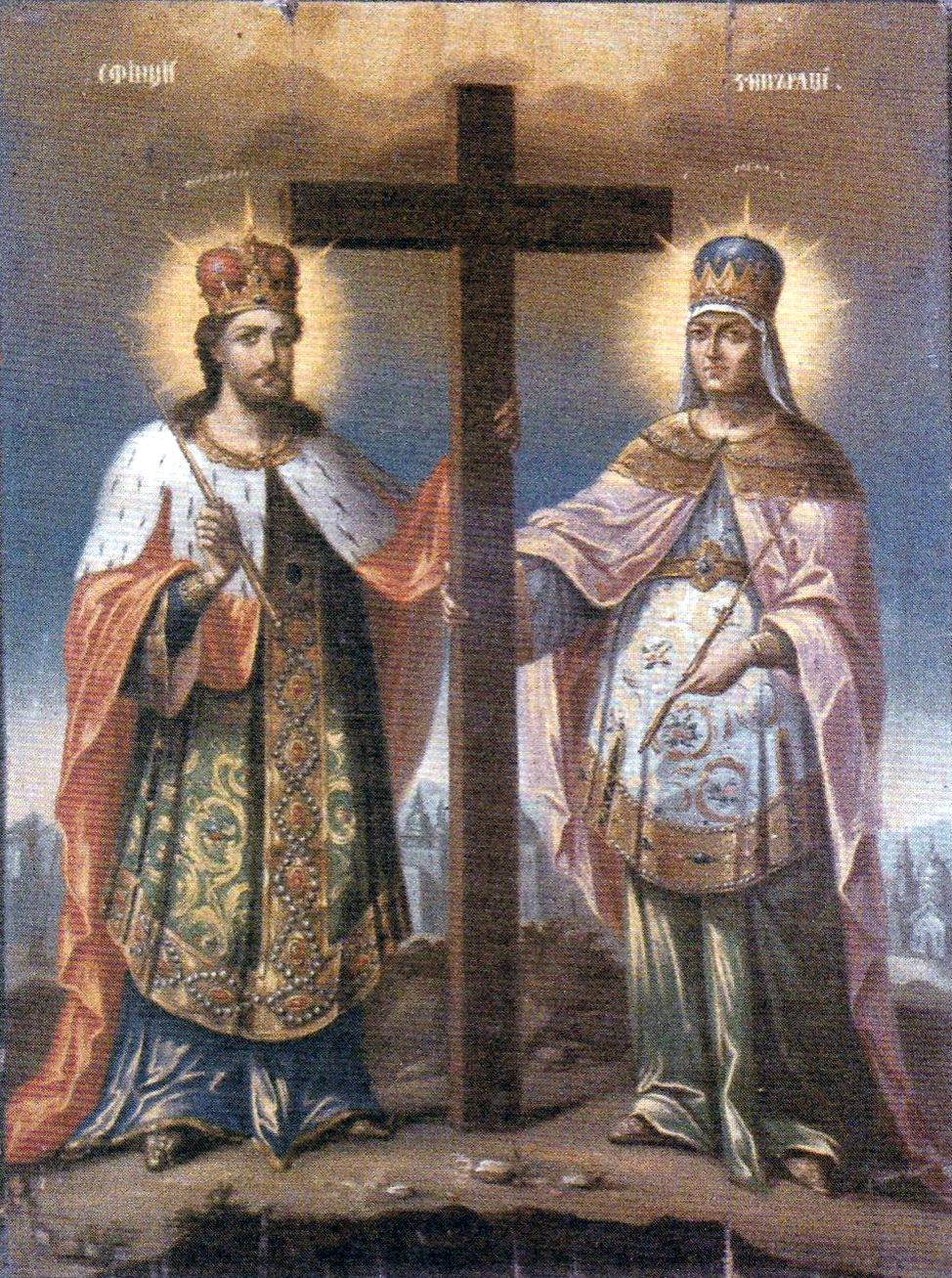
Sfinții Constantin și Elena
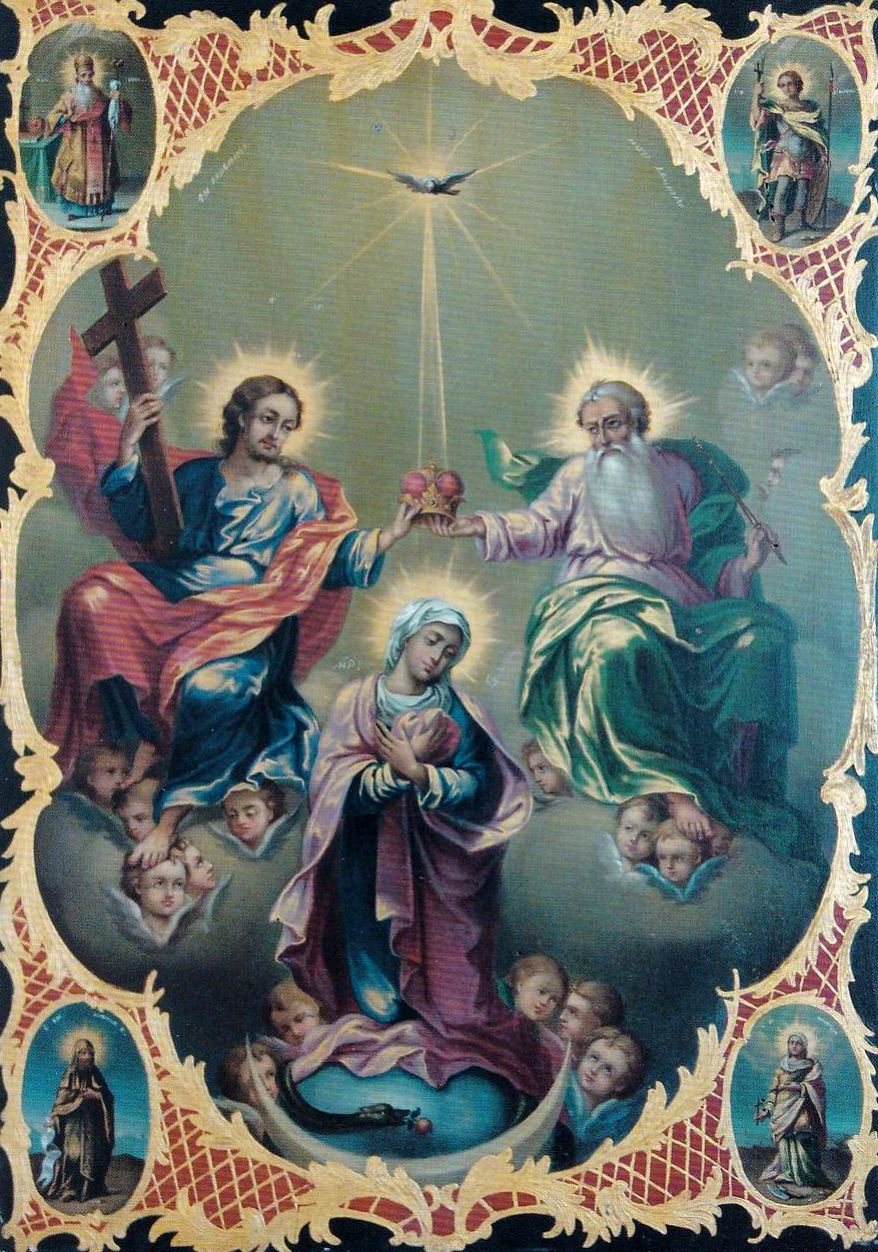
Încoronarea Fecioarei Maria
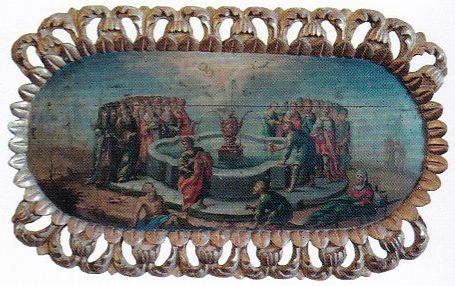
Izvorul Tămăduirii
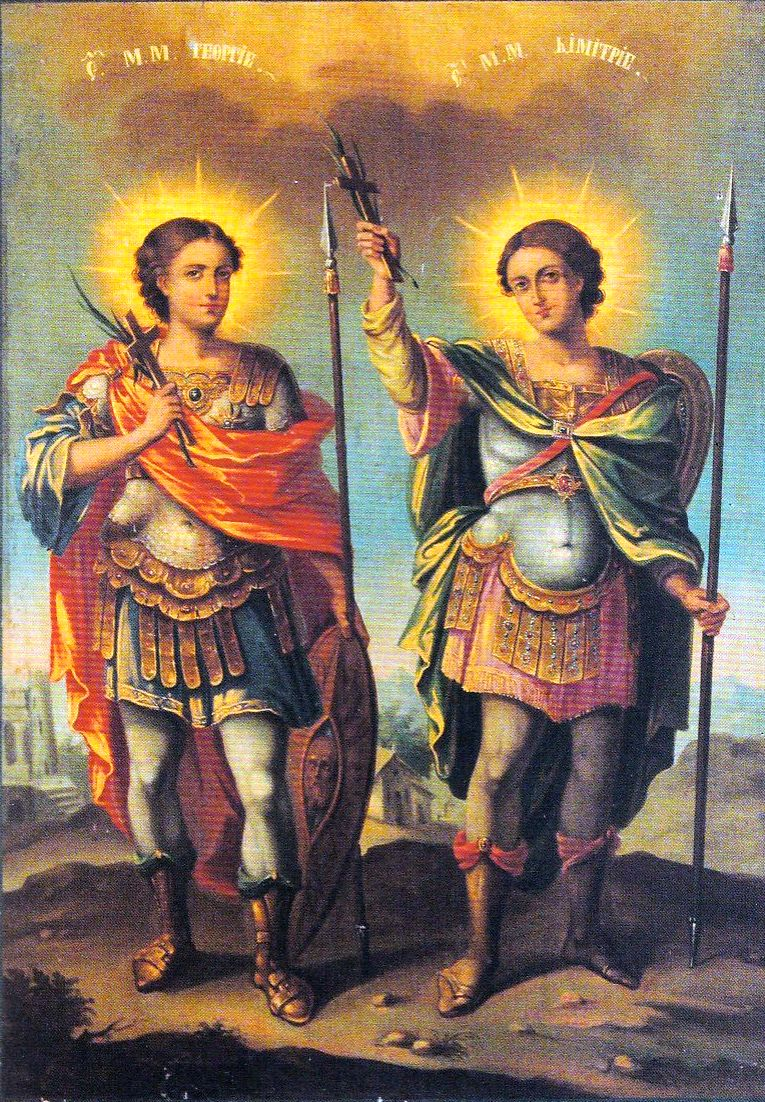
Sfinții Gheorghe și Dimitrie
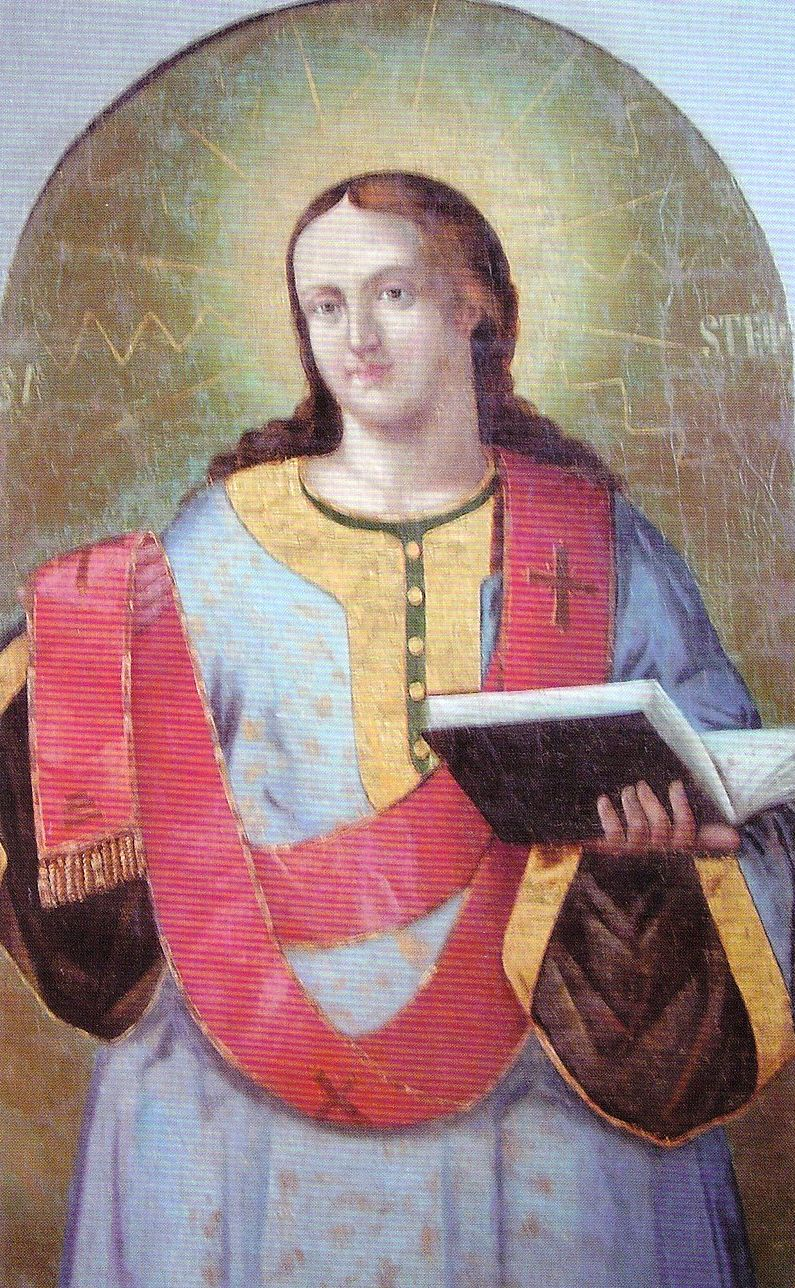
Sfântul Ștefan
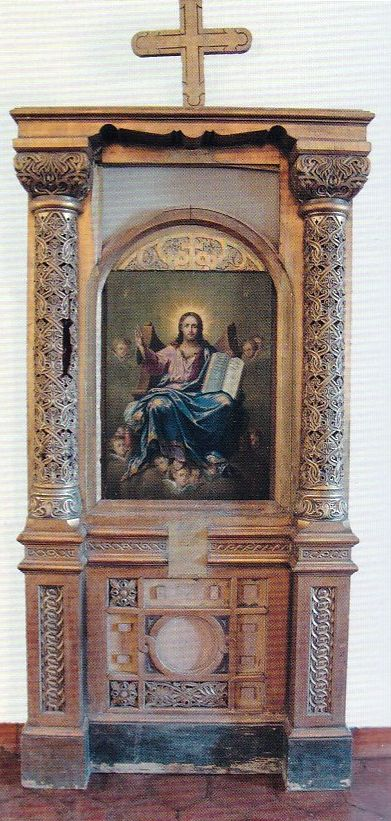
Isus învățător